# Shannon (serie televisiva 1981)
Shannon  è una serie televisiva statunitense in 9 episodi trasmessi per la prima volta nel corso di una sola stagione dal 1981 al 1982. In Italia è conosciuta anche con il titolo di La legge di Shannon.

## Trama
La serie poliziesca è incentrata sulle vicende del detective Jack Shannon trasferitosi con il figlio di dieci anni da poco da New York a San Francisco a seguito della morte della moglie.

## Personaggi e interpreti
- detective Jack Shannon (9 episodi, 1981-1982), interpretato da	Kevin Dobson.
- tenente Moraga (9 episodi, 1981-1982), interpretato da	Michael Durrell.
È il nuovo capo di Shannon a San Francisco.
- Johnny Shannon (9 episodi, 1981-1982), interpretato da	Charles Fields.
È il figlio di Shannon.
- Ispettore Schmidt (9 episodi, 1981-1982), interpretato da	Bruce Kirby.
- Irene Locatelli (9 episodi, 1981-1982), interpretata da	Karen Kondazian.
È la moglie di Paul.
- detective Norm White (9 episodi, 1981-1982), interpretato da	William Lucking.
- Paul Locatelli (9 episodi, 1981-1982), interpretato da	Al Ruscio.
È il suocero di Shannon, è un pescatore.

## Produzione
La serie, ideata da Albert Ruben, fu prodotta da Universal TV.  Le musiche furono composte da John Cacavas.

### Registi
Tra i registi della serie sono accreditati:
- Richard A. Colla (2 episodi, 1981-1982)
- Gordon Hessler (2 episodi, 1981-1982)
- Richard C. Sarafian (2 episodi, 1981)

## Distribuzione
La serie fu trasmessa negli Stati Uniti dall'11 novembre 1981 al 7 aprile 1982 sulla rete televisiva CBS. In Italia è stata trasmessa con il titolo Shannon o La legge di Shannon.
Alcune delle uscite internazionali sono state:
- negli Stati Uniti l'11 novembre 1981 (Shannon)
- nel Regno Unito il 19 novembre 1982
- in Italia (Shannon o La legge di Shannon)

## Episodi
| Stagione       | Episodi | Prima TV USA |
| -------------- | ------- | ------------ |
| Prima stagione | 9       | 1981-1982    |